# Bala (Syria)
Bala (arab. بلة) – wieś w Syrii, w muhafazie Aleppo, w dystrykcie Ajn al-Arab. W 2004 roku liczyła 239 mieszkańców.